# Kossowa
Kossowa is een dorp in de Poolse woiwodschap Klein-Polen. De plaats maakt deel uit van de gemeente Brzeźnica (powiat Wadowicki) en telt 420 inwoners.